# Nový rybník (Loučky)
Nový rybník  o výměře vodní plochy 1,26 ha se nachází asi 0,5 km jihozápadně od vesnice Loučky v okrese Chrudim. Hráz Nového rybníka je přístupná po polní cestě odbočující u vesnice Loučky ze silnice III. třídy č. 33769 spojující Loučky s obcí Lukavice. Nový rybník je historické vodní dílo, které bylo vybudováno jako součást soustavy Libáňských rybníků sestávající z následujících rybníků: Pařezný rybník, Zaháj, Hluboký rybník, Jezírko (Libáňské rybníky), Nový rybník, Loučenský rybník.
Rybník je v současnosti využíván pro chov ryb.

## Galerie

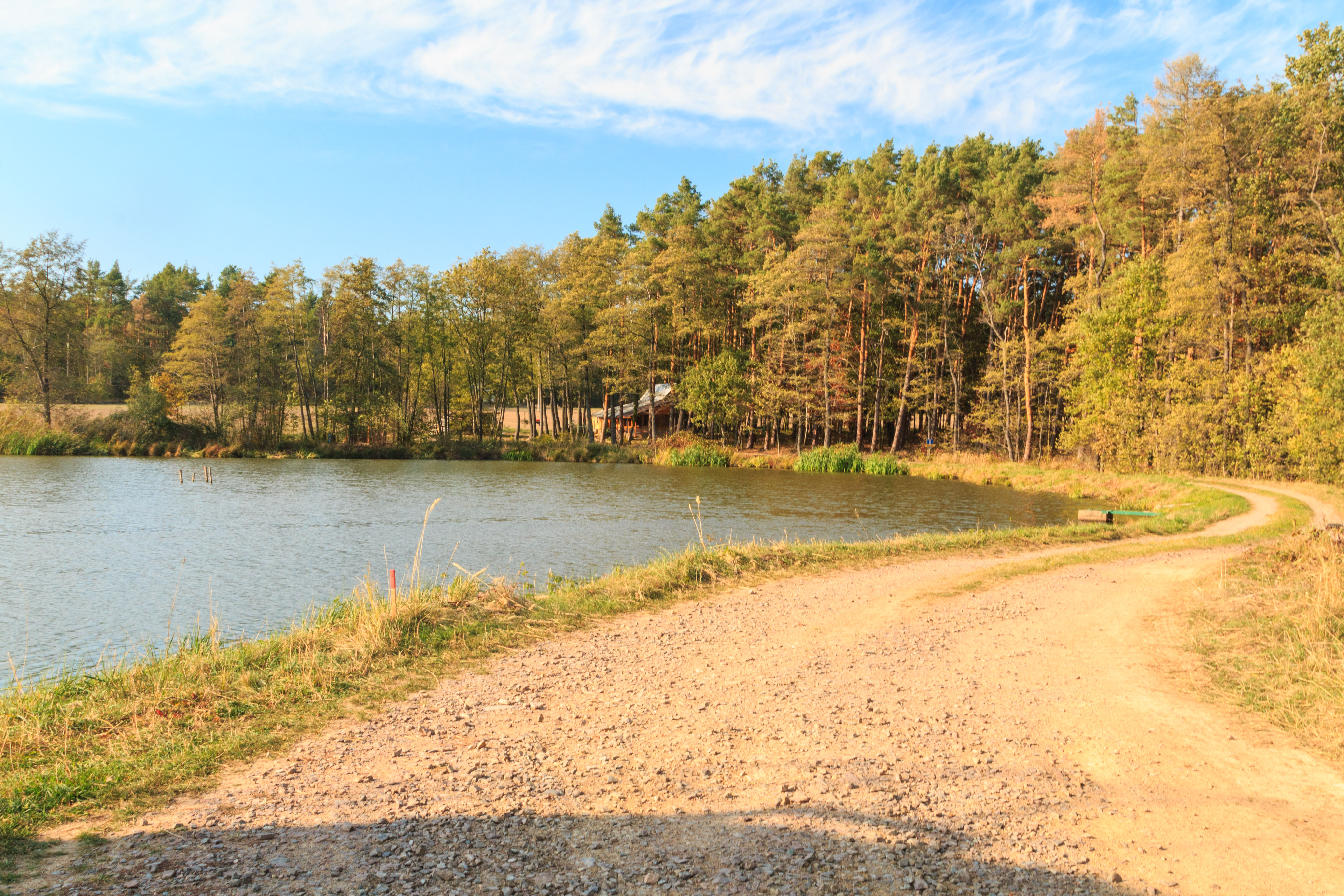
pohled na Nový rybník u vesnice Loučky
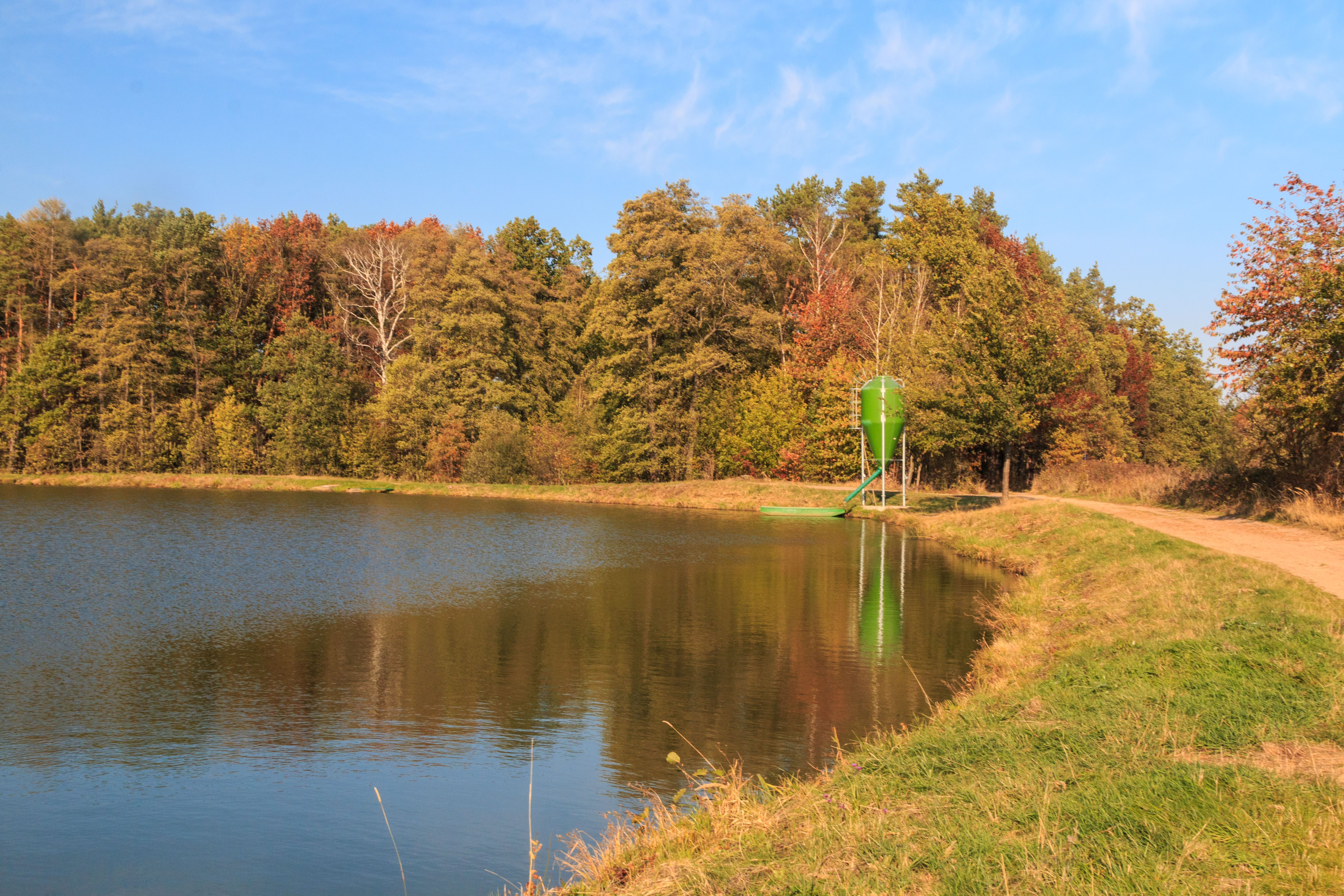
pohled na Nový rybník u vesnice Loučky
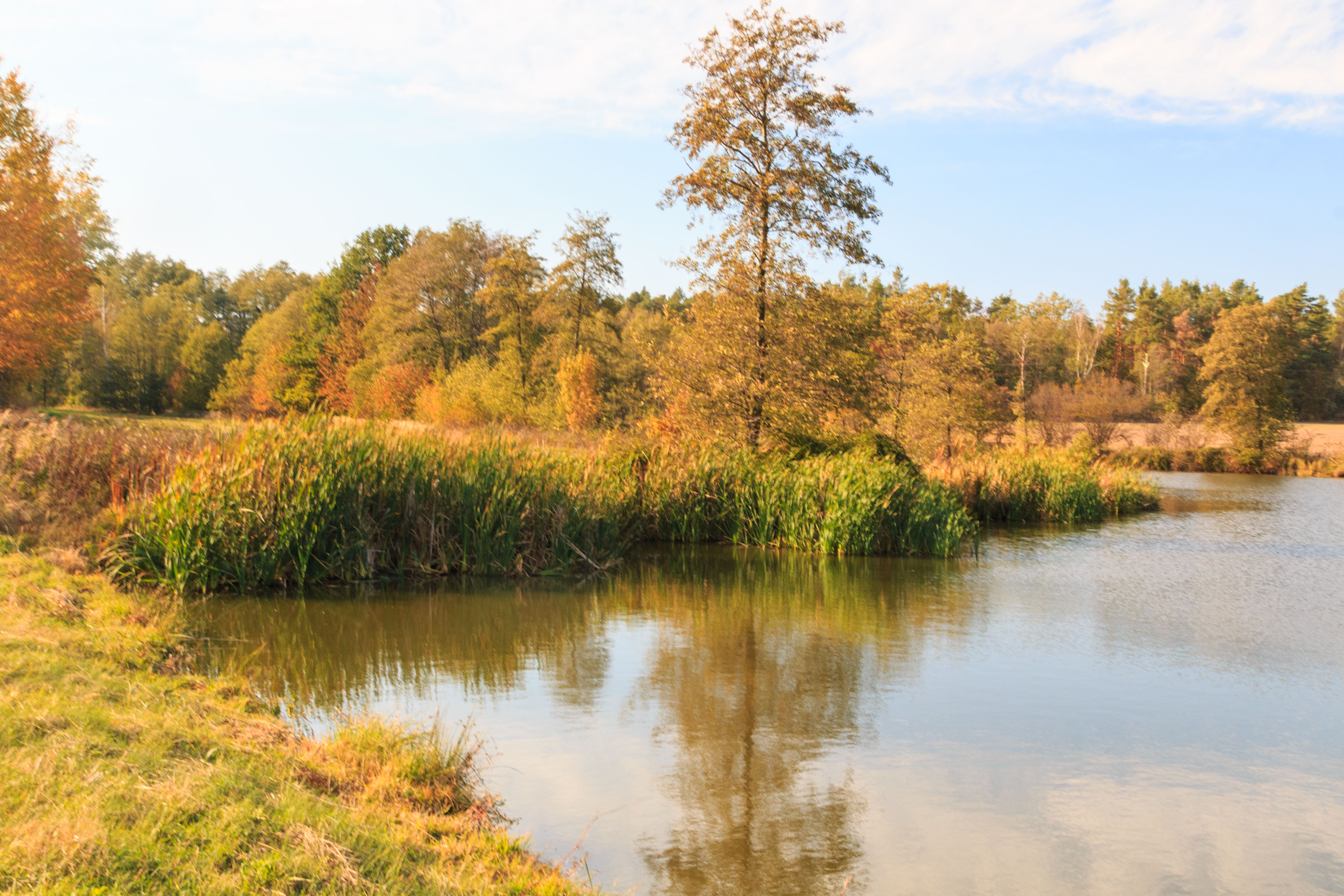
pohled na Nový rybník u vesnice Loučky
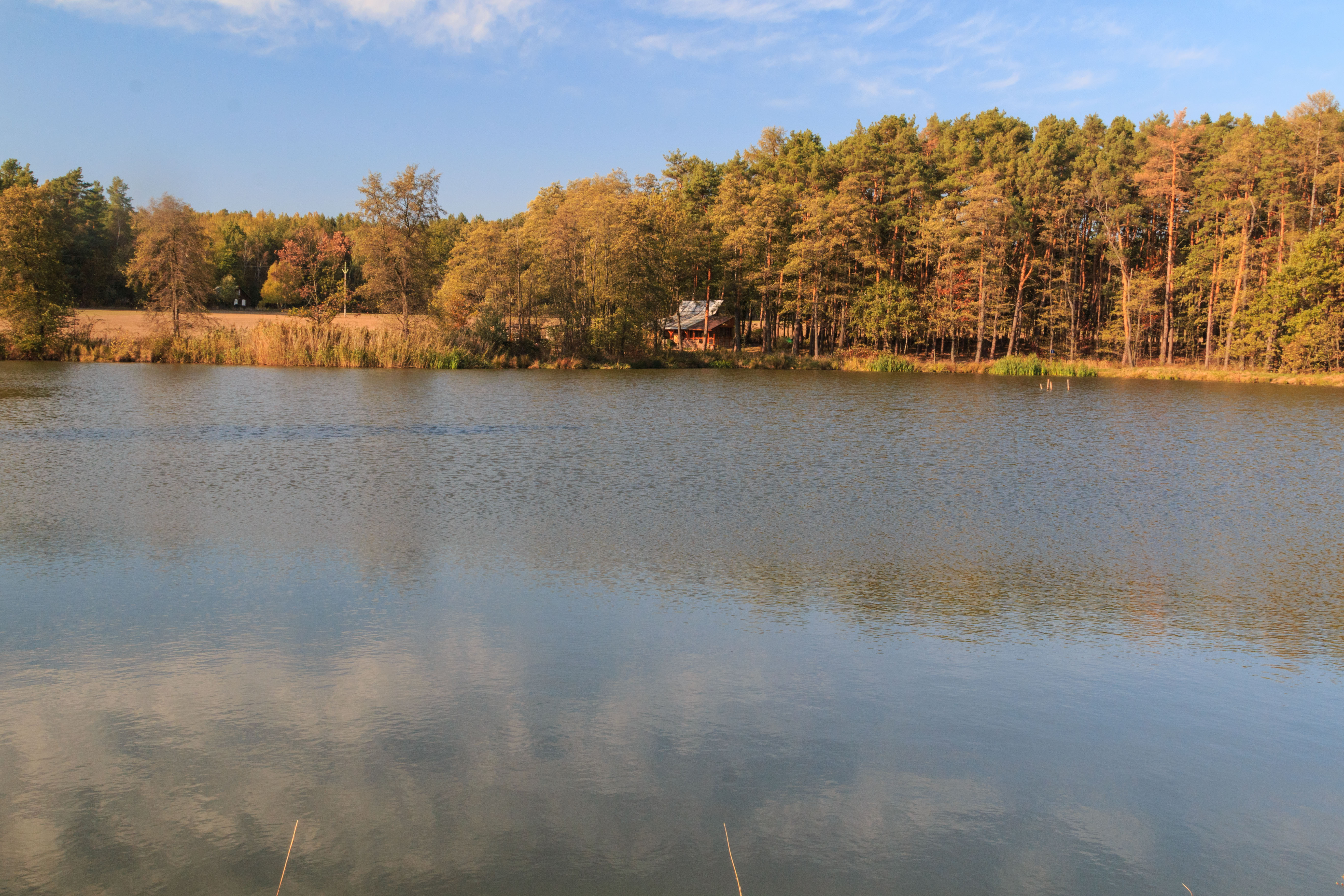
pohled na Nový rybník u vesnice Loučky